# Wynajęty człowiek
Wynajęty człowiek (ang. The Hired Hand) – amerykański western z 1971 roku w reżyserii Petera Fondy. 

## Opis fabuły
Nowy Meksyk lat 80. XIX wieku. Harry Collings po kilku latach wędrówki po Dzikim Zachodzie wraz ze swoim przyjacielem Archem Harrisem powraca do żony i córki. Początkowo niechętna Harry'emu kobieta, przyjmuje go wraz z przyjacielem jako najemnych robotników. Z czasem zaczyna jednak wierzyć w jego skruchę i ponownie zaczyna traktować go jak męża. Kiedy wszystko zadaje się zmierzać ku lepszemu, na farmie Collingsów zjawia się wysłannik bandytów z którymi onegdaj zadarł Harry. Porwali oni i uwięzili Archa, który wcześniej opuścił farmę, podobnie jak Harry pragnąc powrócić do domu. Collings zmuszony jest stoczyć z przestępcami nierówną walkę. Dzięki pomocy uwolnionego przyjaciela udaje mu się pokonać wszystkich, jednak sam ginie.   

## Obsada
- Peter Fonda – Harry Collings
- Verna Bloom – Hannah Collings
- Megan Denver – Janey Collings
- Warren Oates – Arch Harris
- Robert Pratt – Dan Griffen
- Severn Darden – McVey
- Owen Orr – Mace
- Ted Markland – Luke
- Ann Doran – pani Sorenson
- Gray Johnson – Will
- Michael McClure – Plummer
- Rita Rogers – Meksykanka
- Al Hopson – barman
- Larry Hagman – szeryf (w wersji telewizyjnej)

i inni. 

## Produkcja
Film był debiutem reżyserskim Petera Fondy. Filmy z jego udziałem z końca lat 60. (Dzikie anioły, Podróż, a zwłaszcza Swobodny jeździec), przyniosły mu rozgłos, uznanie krytyków oraz spore pieniądze. Te ostatnie stały się dla niego na początku kolejnej dekady asumptem do spróbowania sił jako reżyser. Film firmowała jego własna wytwórnia "The Pando Company", jednak dzięki ogromnemu sukcesowi finansowemu Swobodnego jeźdźca, szerokie wsparcie zapewniła mu wytwórnia Universal. Fonda otrzymał również pełną kontrolę artystyczną nad filmem. 

## Odbiór
Obraz spotkał się z mieszanym odbiorem krytyków – w większości były to negatywne recenzje. Tygodnik Time ubolewał nad poziomem gry aktorskiej, zwłaszcza Fondy oraz "ociężałymi" dialogami. Znany krytyk filmowy Roger Ebert nazwał film "leniwie uduchowionym westernem". 
Z kolei The New York Times pisał o filmie pozytywnie, chwaląc zwłaszcza zdjęcia. Wkrótce po telewizyjnej premierze filmu (1973) Jay Cocks na łamach Timesa, chwaląc film pod niemal każdym względem, określił go jako "świetny, elegijny western". 
Jedynym aspektem produkcji Fondy, który nie budził żadnych zastrzeżeń była muzyka w wykonaniu Bruce'a Langhorne'a, dla którego film był debiutem w dziedzinie muzyki filmowej.
Po mimo niskiego budżetu (820 000 $) i wielkich nadziei wytwórni Uniwersal na kolejny, równy Swobodnemu jeźdźcowi sukces finansowy, film okazał się być finansową klapą. W Stanach Zjednoczonych Wynajęty człowiek był wyświetlany w zaledwie w 52 kinach przez dwa tygodnie po czym zniknął z ekranów. W 1973 roku Fonda sprzedał prawa do jego dystrybucji telewizji NBC, która włączyła do niego 20 minut wcześniej wyciętych scen (m.in. z udziałem Larryego Hagmana). W  kolejnych latach film był sporadycznie pokazywany w amerykańskich stacjach telewizyjnych. 
W Polsce film miał swoją premierę w maju 1973 roku. Recenzje jakie uzyskał były jeszcze mniej korzystne niż w Stanach. 

Film ugina się pod ciężarem pompatycznego stylu; operatorskich ozdobników: starannie skomponowanych, barwnych wschodów i zachodów słońca, zwolnionych zdjęć, nieostrych, impresjonistycznych pejzaży. Buńczuczne wypowiedzi "gniewnego" reżysera pozwalały oczekiwać, że nawet sięgając po klasyczny temat znajdzie on okazję do bezkompromisowego burzenia tradycyjnej mitologii. Buntownik z "Dzikich aniołów", "Podróży", "Swobodnego jeźdźca" nie potrafił jednak jako reżyser powtórzyć swych dawnych sukcesów.

W 2001 roku na płycie DVD ukazała się cyfrowa rekonstrukcja filmu. Trzydzieści lat po premierze, krytycy spojrzeli na niego zupełnie inaczej. Uznali oni obraz za klasyk swojego gatunku, a nawet arcydzieło. Dla niektórych, jak na przykład  Williama Thomasa z brytyjskiego magazynu filmowego Empire, jego dotychczasowe wady stały się zaletami (powolne tempo i banalność akcji, odrzucenie konwencji gatunku). 
W rankingu popularnego, filmowego serwisu internetowego Rotten Tomatoes obraz posiada obecnie (2023) wysoką 81- procentową, pozytywną ocenę "czerwonych pomidorów".

## Zdjęcia
Według pierwotnych planów film miał być kręcony w Meksyku. Jednak na skutek sprzeciwu meksykańskiego rządu, zdjęcia przeniesiono do stanu Nowy Meksyk. Sceny miejskie kręcono w Hollywood w atelier wytwórni MGM. 